# Ochropleura vicaria
Ochropleura vicaria là một loài bướm đêm trong họ Noctuidae.